# Dynastes
Dynastes là một chi bọ cánh cứng lớn, phân bố hầu hết ở Trung Mỹ và Nam Mỹ, con đực có 1 sừng dài chẻ đôi ở đỉnh.

## Các loài

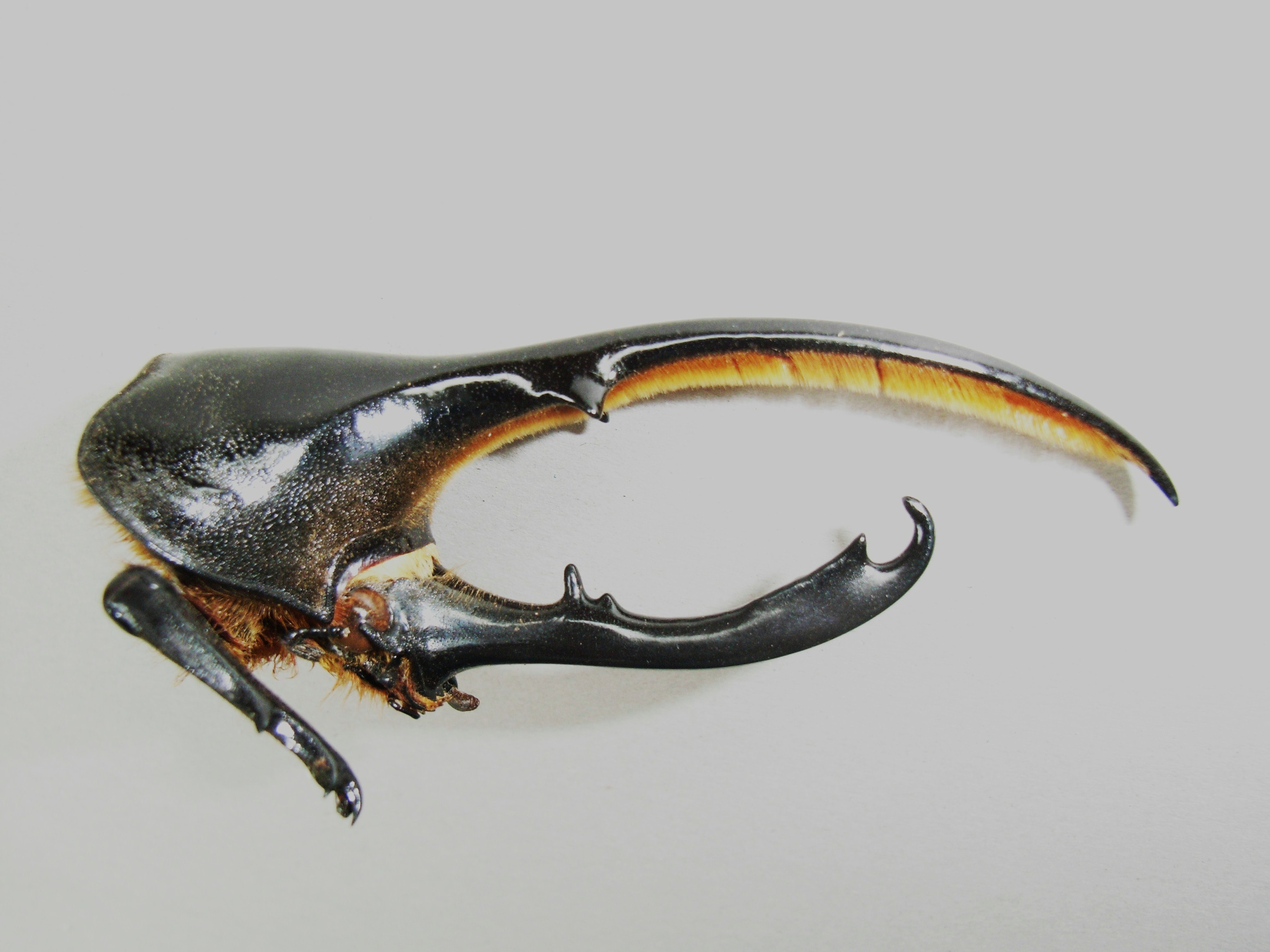
Đầu và cổ của các con trong phân họ Dynastinae

Có 8 loài trong chi này:
- Dynastes granti (Horn, 1870): USA - Arizona
- Dynastes hercules, Hercules beetle (Linnaeus, 1758): Trung và Nam Mỹ
- Dynastes hyllus (Chevrolat, 1843): Mexico, Belize, El Salvador, Honduras, Guatemala, Nicaragua. Con đực: 35–70 mm; caon cái: 30–45 mm
- Dynastes maya (Hardy, 2003): Mexico, Guatemala. Con đực: 50–90 mm; con cái: 40–50 mm
- Dynastes miyashitai (Yamaya, 2004): Mexico. Con đực: 50–90 mm; con cái: 40–50 mm
- Dynastes neptunus, Neptune beetle (Quensel ở Schönherr, 1805): Nam Mỹ: Colombia
- Dynastes satanas, Satanas beetle (Moser, 1909): Bolivia. Con đực: 50–115 mm; con cái: 30–55 mm
- Dynastes tityus, Unicorn beetle (Linnaeus, 1763): Hoa Kỳ

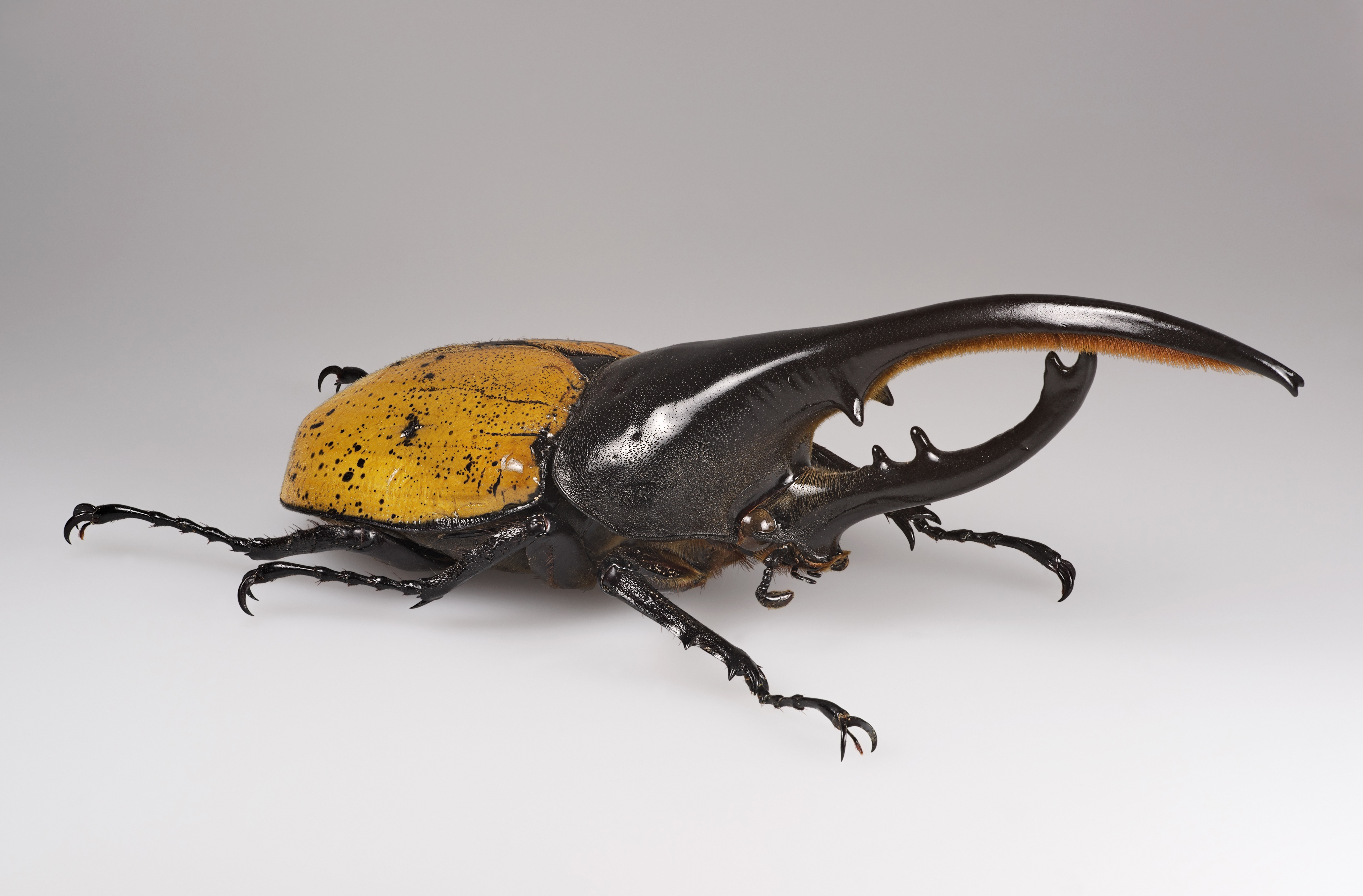
Dynastes hercules
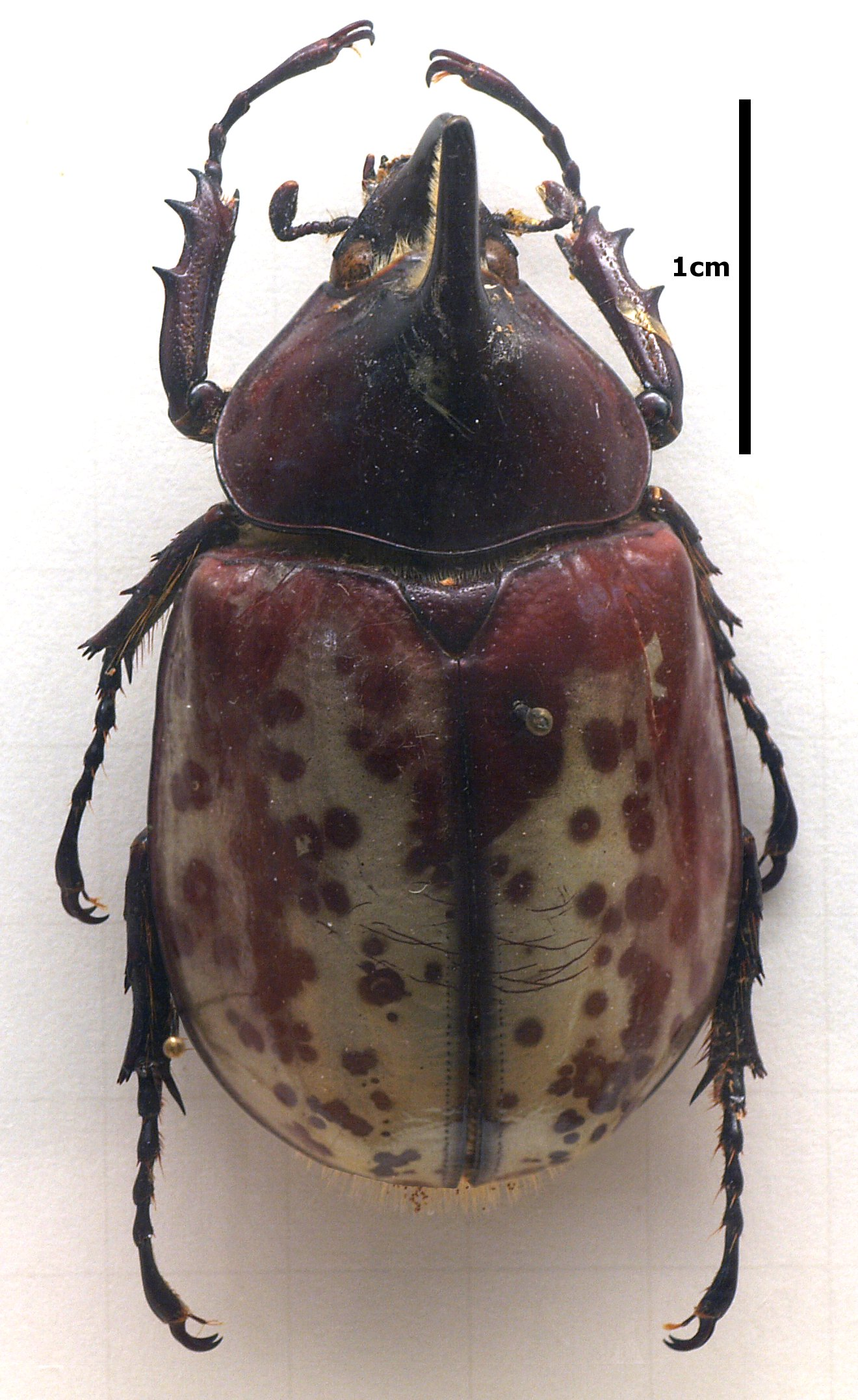
Dynastes hyllus
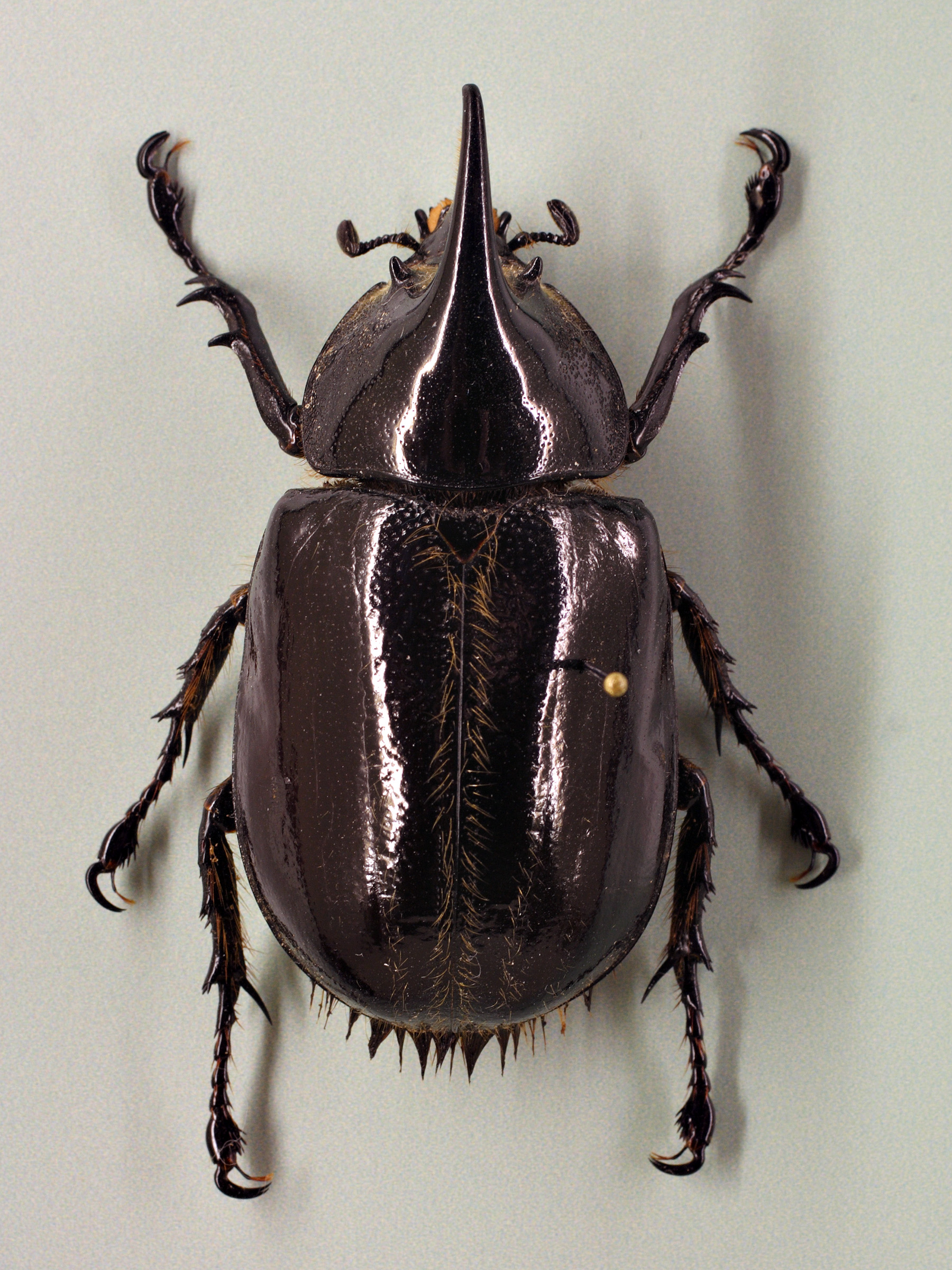
Dynastes neptunus
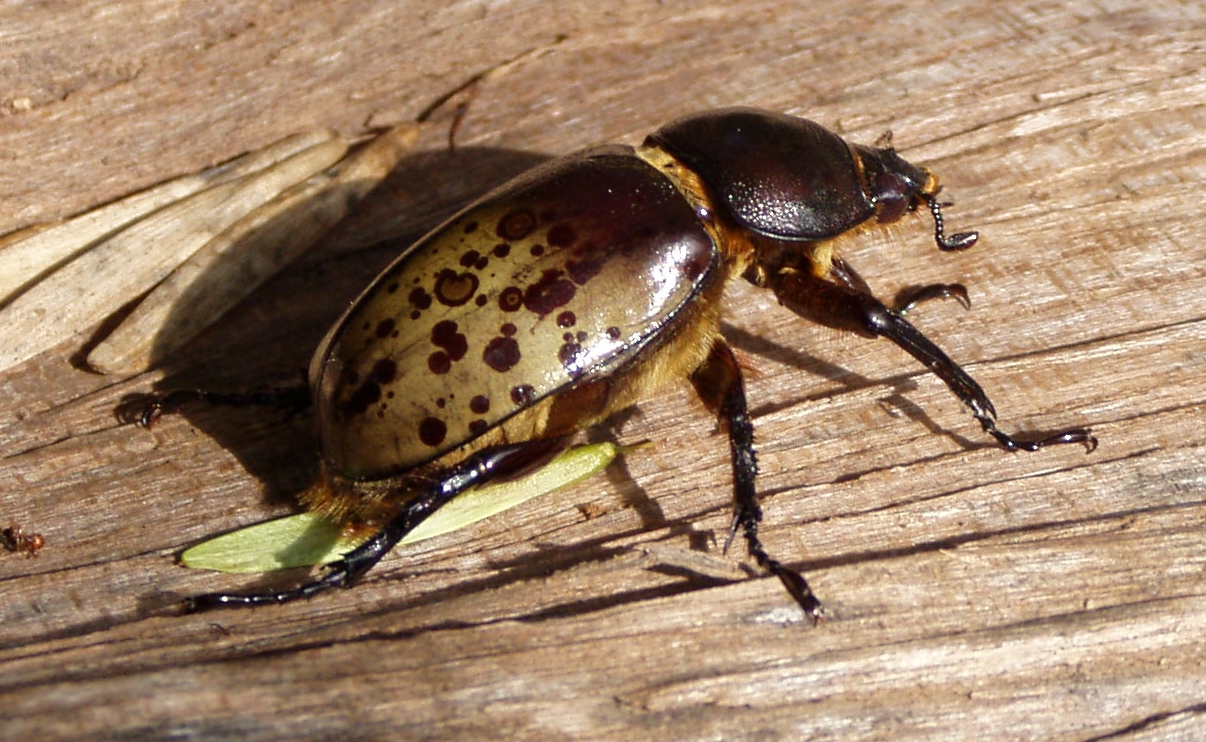
Dynastes tityus
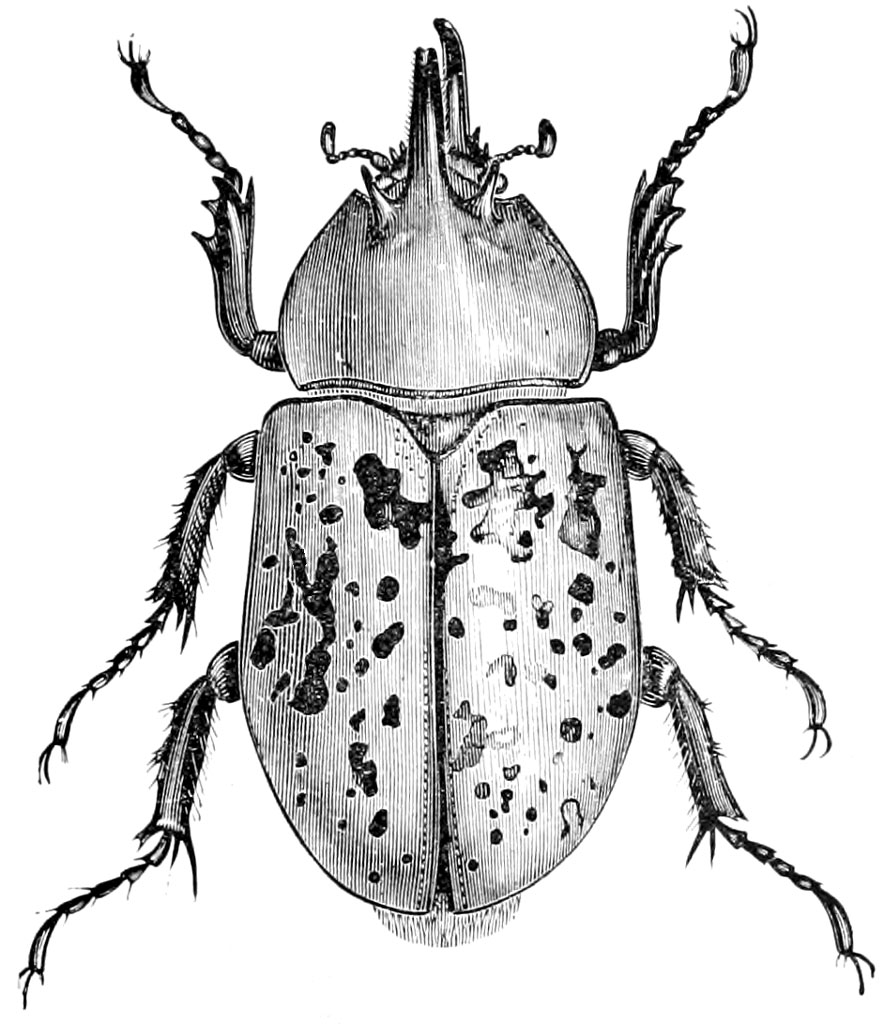
Dynastes tityus
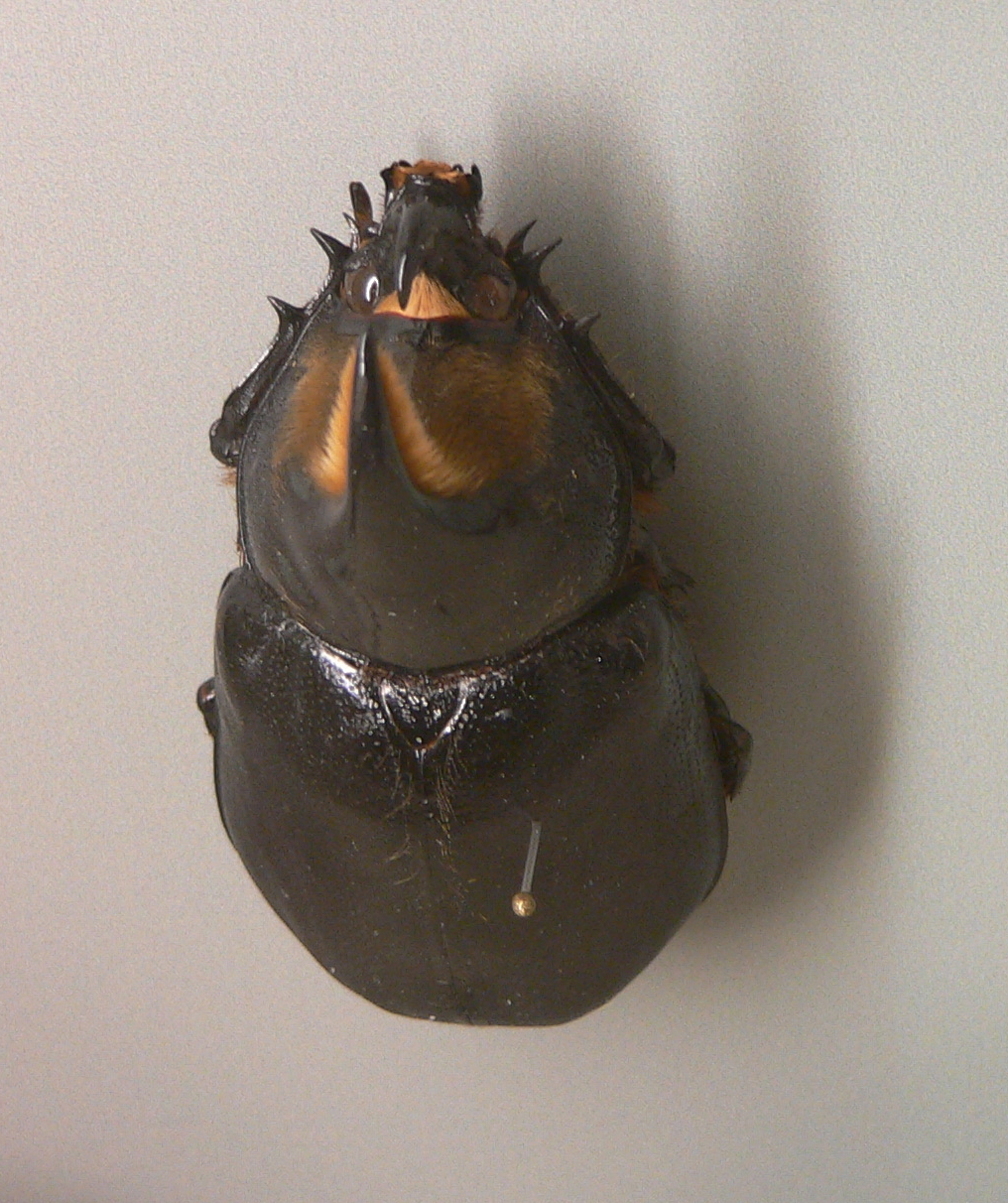
Dynastes satanas